# 1Q84
1Q84 (いちきゅうはちよん?, Ichi-kyū-hachi-yon) è un romanzo dello scrittore giapponese Haruki Murakami, apparso originariamente in tre volumi: i primi due sono stati pubblicati nel maggio 2009 dalla casa editrice Hiroshima; nel primo mese è stato venduto più di un milione di copie.
Il terzo volume è apparso nell'aprile 2010.
Il titolo è un omaggio a 1984 dello scrittore britannico George Orwell; la lettera «Q» del titolo ha la stessa pronuncia del numero 9 (九?, kyū) in giapponese, ed è anche un riferimento esplicito al question mark (punto interrogativo in inglese), come spiegato nel capitolo 9, Cambiato il paesaggio, cambiate le regole.
Come in molti libri di Haruki Murakami il romanzo è arricchito da citazioni musicali che fanno da sottofondo alle vicende raccontate. In 1Q84, i protagonisti ascoltano la Sinfonietta del compositore ceco Leoš Janáček, le cui incisioni grazie al libro hanno avuto un'impennata delle vendite.

## Trama

### Libro I (aprile-giugno)
Un giorno di aprile 1984, la trentenne Aomame Masami è imbottigliata in un taxi nella sopraelevata tangenziale 3 di Tōkyō. Il tassista le consiglia di prendere la vicina scala di sicurezza nella piazzola di sosta della tangenziale, scendere al livello stradale e raggiungere la stazione della metropolitana se vuole arrivare in tempo al suo appuntamento. Quando Aomame esce dal cancello inferiore sulla strada sottostante, le sembra di percepire qualcosa di strano: i poliziotti hanno in dotazione armi differenti da quelle cui è abituata. Aomame si intende di armi perché fa parte del suo mestiere: poco dopo infatti, entrata in un albergo, uccide con un sottilissimo ago nella nuca un uomo di mezza età, in modo che non sia possibile risalire alla causa della morte.
Nello stesso momento Kawana Tengo, giovane insegnante di matematica e aspirante scrittore, si incontra con l'editor Komatsu, che gli procura lavoro per conto di una casa editrice; per discutere di un manoscritto intitolato La crisalide d'aria: un'autrice diciassettenne, Fukada Eriko (che firma con lo pseudonimo Fukaeri), l'ha inviato a un concorso letterario. Komatsu propone a Tengo di revisionarlo anonimamente, perché vorrebbe che il testo partecipasse al prestigioso premio Akutagawa: siccome è impossibile che l'autrice riesca a tirare fuori una scrittura accettabile da un argomento peraltro interessante, sarà Tengo a lavorarci sopra.
Komatsu procura a Tengo un appuntamento con Eriko per convincerla della necessità di lavorare sul romanzo. La ragazza, di una bellezza stupefacente, si comporta in modo anomalo e pone come condizione per l'assenso al lavoro di revisione che Tengo incontri una persona senza rivelargli chi è.
Dopo l'omicidio, Aomame si reca alla Villa dei Salici dove incontra Ogata Shizue, un'anziana e ricca vedova che vive con il fidato Tamaru, sua guardia del corpo tuttofare. Ogata protegge donne maltrattate brutalmente dai mariti e l'uomo appena ucciso da Aomame seviziava abitualmente la moglie; le due donne hanno deciso di fare giustizia sugli uomini violenti perché entrambe hanno un'esperienza di giovani portate al suicidio dalla violenza domestica: la figlia della signora Ogata e la cara amica d'infanzia Tamaki per Aomame. Le due donne si sono conosciute nel club sportivo dove Aomame lavora come istruttrice di autodifesa.
Aomame chiede a Tamaru, la guardia del corpo della signora, informazioni sulle armi in dotazione alla polizia e scopre che sarebbero cambiate in seguito a un avvenimento criminale che lei non ricorda: uno scontro a fuoco con la setta estremista Akebono avvenuto nel 1981 in una zona montuosa. Aomame, che si è sempre fidata della propria memoria, si rende conto di essere entrata, nel transito dall'uscita di sicurezza della tangenziale, in un mondo parallelo che chiama 1Q84, cioè un 1984 con un question mark, un punto di domanda.
La domenica, Tengo si reca in treno con la giovane Eriko a incontrare la persona che deve dare l'assenso al lavoro di revisione. Durante il viaggio la ragazzina gli rivela di essere dislessica e di essersi limitata a dettare il libro a una ragazza di due anni più giovane di lei di nome Azami. Da bambino, Tengo passava ogni domenica insieme al padre vedovo, esattore della NHK, che lo portava con sé nel giro per riscuotere gli abbonamenti; a volte incontrava la compagna di scuola, Aomame, costretta a sua volta a seguire i genitori, appartenenti alla setta religiosa Società dei Testimoni, nel giro di proselitismo. Un giorno a scuola lei aveva stretto brevemente la mano di Tengo per ringraziarlo di essere intervenuto contro alcuni bulli; da quel giorno, malgrado avessero solo 10 anni, Aomame è rimasta il suo ideale di donna. Non si sono mai più rivisti perché lei cambiò scuola.
Arrivati in una località di montagna, Eriko gli presenta il professor Ebisuno, il quale racconta la storia della ragazzina, figlia del maoista Fukada Tamotsu, suo collega di Università che dopo la repressione del movimento studentesco aveva fondato Sakigake, una specie di comune dedita all'agricoltura biologica. Da questa si staccò una costola rivoluzionaria, Akebono (“Alba”), interessata a portare avanti la lotta armata, sgominata in seguito dalle forze speciali. Poco prima Eriko era scappata dalla comune Sakigake per venire a abitare dal professore. Non ci fu modo di mettersi in contatto con i genitori; Sakigake si è infatti trasformata nel 1979 in una setta religiosa, e porta avanti attività misteriose che non hanno veramente nulla a che fare con gli originari ideali comunisti. Il professore dà il suo assenso alla pubblicazione del romanzo, nella speranza di fare uscire allo scoperto Fukada Tamotsu, che risulta irraggiungibile.
Una sera, in uno dei bar che frequenta quando sente il bisogno di un uomo, Aomame conosce una poliziotta di nome Ayumi che le propone di fare coppia per abbordare con più facilità due uomini. Aomame non riesce a concepire un rapporto sentimentale fisso; è infatti ancora innamorata del suo compagno di scuola Kawana Tengo, al punto da decidere di non amare mai più nessun altro, anche se non l'ha più visto da quando avevano 10 anni. Sbigottita, Aomame si rende conto che in cielo ci sono due lune: la seconda, verde e più piccola, è per lei il segno che si trova ancora nel mondo parallelo 1Q84. Eppure sembra la sola a vedere il secondo satellite.
A Villa dei Salici arriva la piccola Tsubasa, 10 anni, fuggita da Sakigake dove è stata ripetutamente abusata dall'anonimo Leader; sotto choc, la bambina nomina qualcuno chiamato Little People senza specificare di chi si tratti.
Tengo porta a termine la revisione di La crisalide d'aria in dieci giorni perché è molto preso dalla storia, che racconta dell'incontro di una ragazzina con esseri misteriosi chiamati Little People: sono questi a tessere a mano la 'crisalide d'aria', all'interno della quale cresce in incubazione un doppio della ragazzina. Il romanzo vince il premio con l'unanimità dalla giuria. Su richiesta di Komatsu, Tengo prepara Fukaeri per le risposte da dare alla conferenza stampa, che è un successo. La prima edizione del libro è esaurita, in poche settimane raggiunge la vetta delle classifiche di vendita, ma Eriko/Fukaeri scompare con gran preoccupazione di Komatsu.
Tengo inizia a scrivere un romanzo ambientato nello stesso mondo di La crisalide d'aria, nel quale compaiono in cielo due lune. Un giorno, riceve per posta un nastro registrato con la voce di Eriko: la ragazzina gli rivela che si sta nascondendo volontariamente, ma non precisa cosa la minacci.

### Libro II (luglio-settembre)
Tengo riceve la visita di un certo Ushikawa, preteso emissario di una fondazione che elargisce borse di studio a giovani promettenti, il quale gli propone 3 milioni di yen per lavorare in pace al suo libro. Tengo rifiuta l'offerta, sconcertato dalla quantità di cose che l'uomo, fisicamente ripugnante, sa del suo passato. Il giovane si reca in visita al padre, ricoverato in una struttura per anziani; vuole sapere se è davvero il suo padre biologico oppure se si sia semplicemente preso cura di lui quando sua madre se ne è andata di casa, ma non riceve una risposta chiara.
Aomame legge sul giornale la notizia che la sua amica poliziotto Ayumi è morta: è stata trovata in una camera d'albergo, ammanettata bendata e strangolata; forse un gioco erotico finito male. La piccola Tsubasa scompare da Villa dei Salici. Le ricerche della signora Ogata hanno portato a accertare che le bambine stuprate dal Leader di Sakigake sono in totale 4, la prima delle quali è la sua stessa figlia Eriko. Decide che è assolutamente necessario eliminare quest'uomo per impedire il protrarsi delle violenze; ha già predisposto il cambio di identità di Aomame dopo la missione, dovrà lasciare la casa e sottoporsi a una plastica facciale perché Sakigake è un'organizzazione molto potente. Le procurerà un incontro con il Leader per un intervento di stretching, l'uomo soffre di un grave problema fisico e lei si è fatta una fama in questo campo; durante l'incontro lo eliminerà nel modo consueto.
Tengo riceve una visita da Eriko una sera in cui un terribile temporale si addensa sulla città; secondo la ragazzina, i Little People sono preoccupati e arrabbiati perché sta per accadere qualcosa che li indispone.

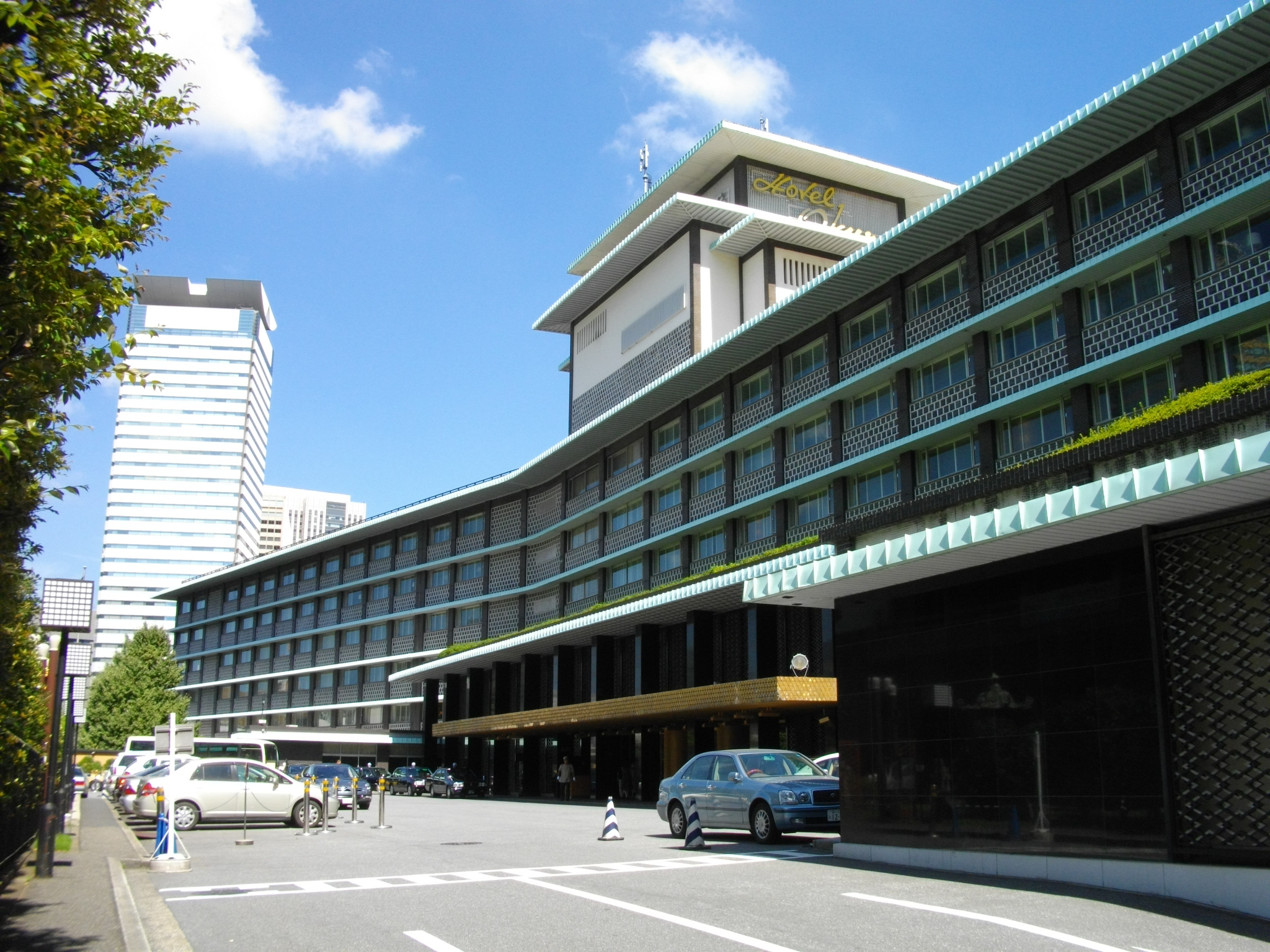
L'Hotel Ōkura di Tōkyō: qui Aomame incontra il Leader

Lo stesso giorno Aomame si reca all'hotel Ōkura di Tōkyō per l'appuntamento procuratole dalla signora. Il Leader, che la aspetta in una camera dell'albergo, è un uomo di dimensioni notevoli che sostiene di essere corroso dall'interno da una malattia progressiva. È preda di periodiche crisi di paralisi molto dolorose, durante le quali si accoppia ritualmente con tre giovani donne che vogliono essere messe incinte da lui. Nel corso della manipolazione terapeutica, fa capire a Aomame che sa tutto di lei, compreso il fatto che sia venuta per ucciderlo, cosa che accetta con favore perché il dolore è troppo forte; inoltre è contento di interrompere grazie alla propria morte il contatto con i Little People. L'uomo sa tutto di Aomame e Tengo, e del rapporto di quest'ultimo con sua figlia Eriko, principale ostacolo ai piani dei Little People.
A questo punto la giovane ha dei dubbi sull'opportunità di uccidere il Leader, ma l'uomo le propone uno scambio: la sua morte scatenerà la setta contro Aomame, ma al tempo stesso salverà Tengo da un pericolo mortale; evitare di ucciderlo invece provocherebbe la fine di Tengo per opera dei Little People. Aomame porta a termine la missione e gli toglie la vita con il suo consenso.
La stessa notte, mentre la tempesta di tuoni senza lampi si scatena su Tōkyō, Tengo è costretto a accoppiarsi con Fukaeri mentre è completamente paralizzato; il mattino successivo decide di iniziare le ricerche di Aomame, la bambina che non ha mai dimenticato.
Aomame prende la via della clandestinità. Una sera dall'appartamento in cui si trova in attesa di subire la plastica facciale, vede e riconosce Tengo nel vicino parco, ma non fa in tempo a raggiungerlo. Decide di tentare l'evasione da 1Q84; si fa accompagnare da un tassista sulla tangenziale nel punto dal quale ritiene di avere oltrepassato il confine tra i mondi, ma l'uscita di sicurezza non esiste più. Delusa e amareggiata, e anche in considerazione del patto sulla vita di Tengo stipulato con il Leader, decide di togliersi la vita.
Tengo viene a sapere che il padre è entrato in coma; si reca in clinica e mentre l'uomo è fuori camera per un esame vede sul suo letto una crisalide d'aria, esattamente uguale a quella descritta nel romanzo di Fukaeri. All'interno c'è il corpo di Aomame come la ricorda lui, all'età di dieci anni.

### Libro III (ottobre-dicembre)
Aomame non ha avuto il coraggio di togliersi la vita, ma rifiuta il programma di anonimato della signora Ogata per rimanere nell'appartamento con la speranza di rivedere Tengo nel giardino sotto casa. L'investigatore Ushikawa, incaricato dalla Sakigake di rintracciare Aomame, scopre il suo legame con la signora Ogata, e persino la connessione con Tengo, l'uomo che già aveva sollevato l'interesse della setta per il suo legame con Fukaeri. Decide di sorvegliare Tengo, e trova addirittura in affitto un appartamento nel suo stesso stabile; sono però i giorni in cui il giovane è impegnato presso il padre in coma, nella segreta speranza di vedere di nuovo la crisalide d'aria.
Ushikawa riesce a individuare e fotografare Eriko fuori da casa di Tengo, dove si è rifugiata; ma la ragazzina se ne accorge grazie alla sua misteriosa sensibilità e torna dal prof. Ebisuno.
Aomame si rende conto di essere incinta; è convinta che sia avvenuto la notte in cui ha ucciso il Leader (è la stessa notte in cui Eriko e Tengo hanno avuto un rapporto sessuale).
Dopo la morte del padre, Tengo si rimette in contatto con Komatsu, il quale gli racconta di essere stato rapito e tenuto per alcuni giorni segregato dai Sakigake: gli hanno rivelato che la pubblicazione di La crisalide d'aria ha provocato l'interruzione immediata dei rapporti tra i Little People e la setta. Gli hanno imposto di non ripubblicare più il romanzo e di non consentire più ristampe in tascabile, nella speranza che il clamore si dissolva e i contatti riprendano.
Sperando che lo porti da Aomame, Ushikawa pedina Tengo e nota che l'uomo fissa con insistenza la luna da un giardino pubblico. Mettendosi nello stesso punto, anche lui si accorge per la prima volta che in cielo ci sono due lune. Aomame lo nota dalla finestra e dalla descrizione capisce che è l'uomo che Tamaru ha visto aggirarsi intorno a Villa dei Salici; lo pedina a sua volta fino alla casa dove si nasconde e scopre dai nomi sulle buche delle lettere che Kawana Tengo abita nello stesso edificio.
Ne parla al telefono con Tamaru, che penetra nell'appartamento di Ushikawa, lo immobilizza e lo costringe a dire tutto ciò che ha scoperto; anche se controvoglia, lo uccide per impedirgli di rivelare a Sakigake il legame tra Tengo e Aomame. Su richiesta di Aomame poi si mette in contatto con Tengo, che in tutti questi anni non ha dimenticato la sua amica di scuola.
Tengo e Aomame si ritrovano e capiscono di essere rimasti in segreto innamorati uno dell'altra per tutto il tempo. Si rendono conto che il Sakigake sta cercando Aomame perché il bambino che porta dentro di sé, concepito in quella notte per il tramite di Eriko, dovrà sostituire il defunto Leader nel rapporto con i Little People, e questo non possono accettarlo.
Aomame ha ideato un metodo per uscire da 1Q84: ritornano nel punto in cui è entrata nel mondo distorto, e lo percorrono al contrario, dalla stazione del metro alla soprastante Tangenziale 3.
Quando si fermano a dormire in un albergo, la luna è tornata a essere una e una sola.

## Personaggi

### Protagonisti
- Aomame Masami (青豆雅美), protagonista del romanzo, è una donna di 30 anni che esegue omicidi mirati per punire gli autori di brutali violenze contro donne. Il suo cognome significa "piselli verdi". Figlia di genitori fedeli della setta religiosa Società dei Testimoni, ne è uscita a 11 anni ed è stata ripudiata.
- Kawana Tengo（川奈天吾), insegnante di matematica trentenne con l'ambizione di diventare scrittore, collabora come ghost writer con una casa editrice.
- La setta Sakigake (さきがけ, “i precursori”) e il suo Leader e fondatore Fukada Tamotsu (深田保), padre di Eriko/Fukaeri, rappresentano per tutto il romanzo l'Antagonista.

### Personaggi principali
- Fukada Eriko (深田絵里子), 17 anni, con lo pseudonimo Fukaeri (ふかえり), è l'autrice del best seller La crisalide d'aria la cui pubblicazione è il punto di partenza della narrazione.
- Komatsu Yuji (小松祐二), 45 anni, editor di successo, procura lavori anche a Tengo. È sua l'idea di rivedere La crisalide d'aria per la partecipazione a un concorso letterario.
- Ushikawa Toshiharu (牛河利治), ex avvocato, ora investigatore privato, dall'aspetto grottesco e ripugnante; alcune caratteristiche fisiche ricordano i Kappa, creature leggendarie giapponesi. Porta lo stesso nome di un personaggio minore che compare nel romanzo L'uccello che girava le viti del mondo.
- Ebisuno Takayuki (戎野隆之), ex professore di Antropologia Culturale, amico di gioventù di Fukada Tamotsu e protettore di Fukaeri.
- Ogata Shizue (緒方静恵), conosciuta nei primi due libri come “la signora di Villa dei Salici”, è una ricca vedova, per la quale Aomame talvolta lavora. Gestisce una casa-rifugio per donne vittime di violenza domestica.
- Ken'ichi Tamaru (田丸健一), guardia del corpo e assistente di Ogata Shizue.

### Altri personaggi
- Il Rasato, una delle due guardie del corpo del Leader.
- Coda di cavallo, una delle guardie del corpo del Leader.
- Otsuka Tamaki, compagna di scuola di Aomame, morta suicida.
- Nakano Ayumi, donna poliziotto che diventa amica di Aomame.
- Ebisuno Azami figlia del professor Ebisuno, amica e coetanea di Fukaeri, ha scritto sotto dettatura La crisalide d'aria.
- Yasuda Kyokō, amante di Tengo.
- Tsubasa, bambina che trova protezione presso la casa di Shizue Ogata dopo essere fuggita da Sakigake.
- Adachi Kumi, infermiera della clinica in cui è ricoverato il padre di Tengo.
- Ōmura, infermiera della clinica in cui è ricoverato il padre di Tengo.
- Tamura, infermiera della clinica in cui è ricoverato il padre di Tengo.
- il Pipistrello, aiuta Ushikawa a trovare informazioni illegali.
- Ota Toshie, maestra della scuola elementare frequentata da Tengo e Aomame.

## Critica
Murakami e la casa editrice Shinchosha hanno deciso di non rivelare alcun particolare sul romanzo prima della sua pubblicazione, e questo ha aumentato l'aspettativa dei lettori.
Il fil rouge che attraversa tutta la produzione letteraria di Haruki è il disagio di vivere nella società contemporanea, in balia delle sue incertezze: la narrativa dell'autore giapponese è una metafora della vita, e anche in questo romanzo l'amore rappresenta una sorta di rassicurazione e di salvezza di cui l'uomo ha bisogno. Il tema centrale di 1Q84 è infatti la storia d'amore tra Tengo e Aomame, vissuta prevalentemente nell'intrecciarsi e nel rincorrersi dei ricordi dei due protagonisti. Motivi come la lontananza, la sparizione e la ricerca sono tra loro strettamente interconnessi; tutti i personaggi principali si cercano, anche se tale ricerca avviene su diversi piani simbolici come il sogno, la premonizione, il ricordo. Altri temi presenti sono la morte, la storia, la religione, la violenza, la famiglia; tuttavia solo l'amore possiede, per Murakami, il potere salvifico contro il disordine del mondo, e nel finale sarà l'amore a vincere sul caos e sulla futilità del mondo.
La struttura narrativa si basa, come per molti romanzi di Murakami, su due trame che avanzano in parallelo, con rimandi e connessioni incrociate; spesso gli eventi di una trama hanno una ripercussione immediata nell'altra. Questa struttura dualistica si rispecchia in tutta l'opera, con concetti che si dispongono in parallelo e per opposizione: 1984/1Q84, luna terrestre/seconda luna, mother/daughter e perceiver/receiver (nel linguaggio de La crisalide d'aria).
Sotto molti aspetti, 1Q84 è anche una riflessione sul mestiere della scrittura. Al suo interno infatti ha un ruolo centrale il romanzo La crisalide d'aria (in giapponese 空気さなぎ, Kūki sanagi) il romanzo scritto dalla diciassettenne Fukaeri; le figure di Eriko/Fukaeri e Tengo sono complementari: la prima esprime un'ispirazione e una capacità narrativa coinvolgente ancorché confusa e disarticolata, il secondo possiede un'ottima tecnica di scrittura e la pazienza e caparbietà per articolare e rendere comprensibile il materiale sul quale lavora. Grazie al lavoro da ghostwriter di Tengo il romanzo di Fukaeri vincerà il premio letterario. Le conseguenze riguarderanno lo svolgimento delle vicende descritte in 1Q84 ma anche la capacità letteraria di Tengo che, dall'esperienza di riscrittura del manoscritto di Fukaeri, trarrà l'ispirazione per cominciare un proprio romanzo, il cui manoscritto sarà uno dei pochi oggetti che Tengo porterà con sé nel finale del libro, al momento di fuggire da 1Q84.
Il mondo parallelo 1Q84 è descritto con maestria, e prende forma poco a poco grazie a pochi tratti, come la costruzione di un origami.

## Edizioni
- Haruki Murakami, 1Q84, Einaudi, 2011, pp. 724, traduzione a cura di Giorgio Amitrano. ISBN 978-88-06-20379-5 (questa edizione, disponibile nelle librerie a partire dall'8 novembre 2011, copre i primi due libri dei tre della divisione originale giapponese).[3]
- Il Libro 3 di 1Q84 (ISBN 978-88-06-20829-5) è uscito il 16 ottobre del 2012
- Un estratto del romanzo è stato pubblicato con il titolo Town of Cats nel numero del 5 settembre 2011 della rivista The New Yorker.[4]

## Altri media
- Nel 2012 è stato girato un cortometraggio su un breve passaggio tratto dal secondo libro di 1Q84, girato da Tony Wong, intitolato Aomame 1Q84.